# Hadise

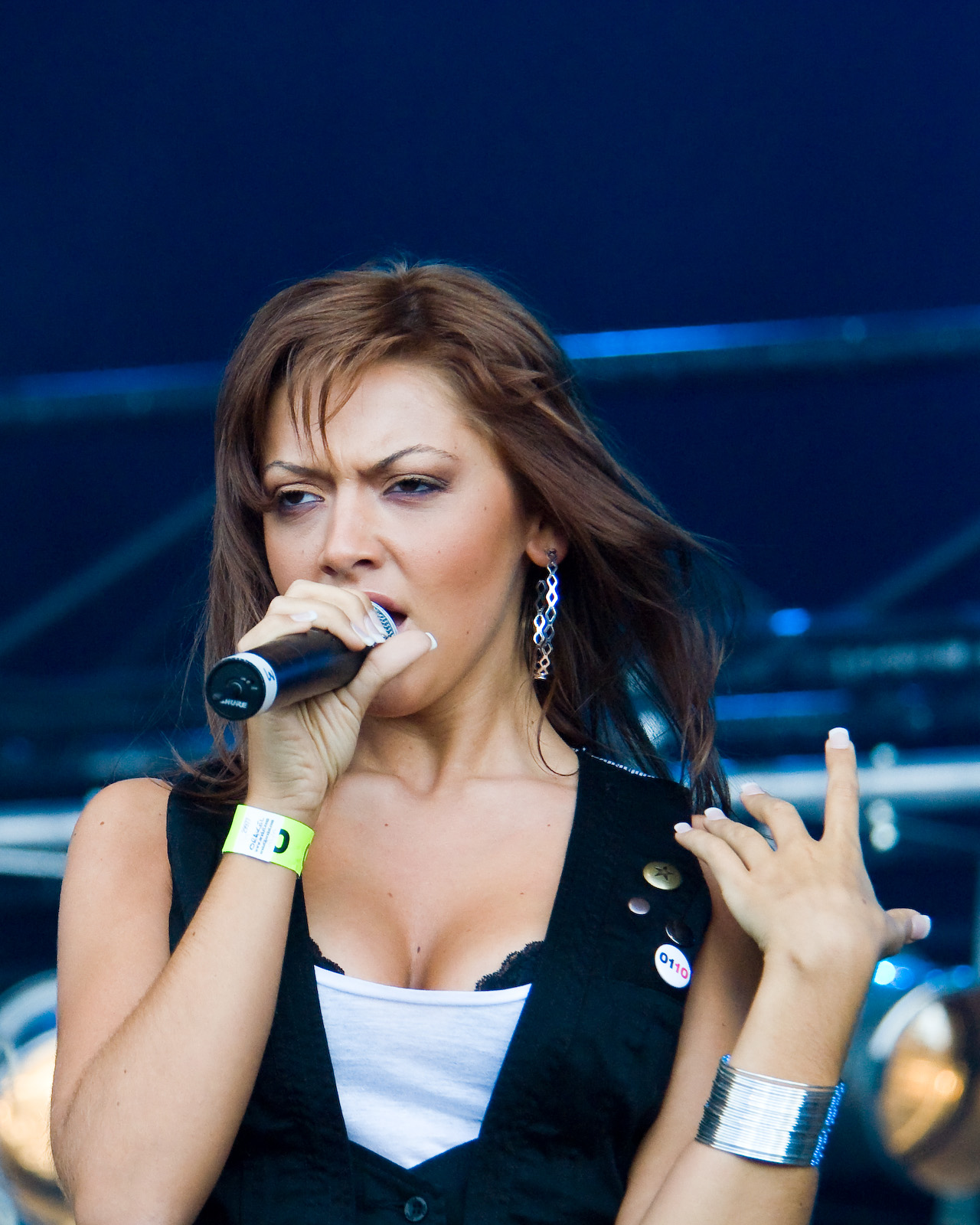
Hadise 2006 i Gent, Belgien.

Hadise Açıkgöz, född 22 oktober 1985 i Mol, Belgien, mest känd som Hadise, är en turkisk-belgisk sångare, låtskrivare, dansare och TV-personlighet.
2005 släppte Hadise sitt debutalbum Sweat i Belgien. 2008 utkom albumet Hadise, både i Belgien och i Turkiet. Tredje albumet, Fast Life, utkom den 15 maj 2009.
Hadise är inte enbart känd som sångerska utan hon har även arbetat som programpresentatör i belgisk och turkisk TV.

## Eurovision Song Contest
Hadise representerade Turkiet i Eurovision Song Contest 2009 i Moskva med låten "Düm Tek Tek", som slutade fyra i finalen. Hon blev den första artisten som inte är född i Turkiet som fick representera landet.

## Diskografi

### Studioalbum
- 2005 – Sweat
- 2008 – Hadise
- 2009 – Fast Life
- 2009 – Kahraman
- 2011 – Aşk Kaç Beden Giyer?
- 2014 – Tavsiye